# 마이클 코스
마이클 데이비드 코스(영어: Michael David Kors, 1959년 8월 9일 ~ )는 미국의 패션 디자이너이다. 《프로젝트 런웨이》의 심사위원으로도 잘 알려져 있다. 

## 생애
마이클 코스는 뉴욕주 롱아일랜드에서 태어났다. 출생명은 칼 앤더슨 주니어이다. 전직 모델 조안 햄버그는 그녀의 전 남편 칼 앤더슨 시니어과 사이에서 코어스를 낳았다. 전 남편은 대학생이었다. 모친은 코스가 5세이던 때에 빌 코스와 재혼했했으며 이후 칼에서 코어스로 성이 바뀌었다. 이름은 아들이 새로 선택할 수 있게 했다. 그래서 마이클 데이비드 코스가 되었다. 모친은 유대인, 부친은 스웨덴 후손이다. 2011년 8월 16일 코어는 그의 파트너 렌스 르 페레와 뉴욕에서 결혼했다.
1981년 코스는 블루밍데일스, 버그도프 굿먼, 로드 & 테일러, 니먼 마커스, 색스 피프스 애비뉴 백화점에 마이클 코스 여성복을 런칭했다.
1990년 회사는 KORS Michael Kors 의류를 런칭했다. 1993년 부도가 나서 한동한 KORS 라인을 계속할 수 없었다. 1997년 겨우 복귀해 보다 저가 여성복을 출시했다.
1999 CFDA 패션 어워즈에서 올해의 여성복 디자이너 상을 수상했다. 2003 CFDA 패션 어워즈에서 올해의 남성복 디자이너 상을 수상했다. 미국 패션디자이너 협회(CFDA)가 매년 주최하는 CFDA 패션 어워드는 세계 최고의 톱모델, 유명 배우들이 참석하는 시상식으로 매우 유명하다.

## 관련 보도
2016년 미국 온라인 명품 의류 시장에서 점유율이 가장 높은 브랜드는 랄프로렌이 점유율 19.2%로 1위 마이클 코스가 18.5%로 2위 코치가 12.0%로 3위를 차지했다.

## 같이 보기
- 뉴욕 패션 위크